# Раоси (Тренто)
Раоси је насеље у Италији у округу Тренто, региону Трентино-Јужни Тирол.
Према процени из 2011. у насељу је живело 167 становника. Насеље се налази на надморској висини од 723 м.